# Boshin-Krieg
Toba-Fushimi – Awa – Burg Ōsaka – Kōshū-Katsunuma – Utsunomiya – Edo – Ueno – Hokuetsu – Hatchōoki – Bonari-Pass – Aizu – Noheji – Miyako-Bucht – Hakodate – Hakodate
Der Boshin-Krieg (japanisch 戊辰戦争, Boshin sensō) wurde 1868–1869 zwischen dem bis dahin regierenden Tokugawa-Bakufu zusammen mit loyal gebliebenen Fürstentümern und den Armeen der von Satsuma und Chōshū angeführten Restaurationsallianz (der zukünftigen Kaiserlich Japanischen Armee) ausgefochten. Die Hauptarmee der Tokugawa wurde bereits 1868 besiegt, danach führten bis 1869 noch vor allem nordjapanische Fürstentümer (Nordallianz, Aizu) und schließlich die als letzte Bastion der Tokugawa-treuen Truppen eingerichtete Republik Ezo weiter Krieg gegen die neue Regierung.
Die Niederlage des Bakufu machte den Weg frei für das moderne Japanische Kaiserreich und eine im Rahmen der Meiji-Restauration durchgeführte radikale Modernisierung und Verwestlichung der japanischen Gesellschaft, obwohl die Rebellion gegen das Bakufu ursprünglich in der radikalen Ablehnung westlicher Einflüsse („schwarze Schiffe“/ungleiche Verträge, „vertreibt die Barbaren“) gewachsen war. Die von Adligen aus Satsuma und Chōshū angeführte Meiji-Oligarchie übernahm bis ins frühe 20. Jahrhundert die Regierung.

## Hintergrund
Es hatte schon mehrere Jahre Uneinigkeit zwischen dem Bakufu und der reformistischen Sonnō-jōi-Bewegung geherrscht. Am 8. November 1867 hatten sich die rebellischen Han Tosa, Satsuma und Chōshū auf ein gemeinsames Vorgehen zum Sturz des Bakufu geeinigt. Der regierende Shōgun Tokugawa Yoshinobu erklärte am nächsten Tag die Rückgabe seines Amtes (大政奉還, taisei hōkan), verzichtete damit aber nicht ausdrücklich auf die Mitwirkung in einer neuen Regierung.
Im internationalen Wettstreit der Großmächte war der Boshin-Krieg auch ein Kräftemessen zwischen dem französischen Kaiserreich, das offen das Tokugawa-Bakufu bzw. die noch shogunatstreuen nordjapanischen Rebellen unterstützte, und dem Vereinigten Königreich, das „neutral“ blieb, indem es die südjapanische Rebellion bzw. die neue Meiji-Regierung bewaffnete.
Von 1863 bis 1869 importierte Japan über die Vertragshäfen auf offiziellem Weg über eine halbe Million Feuerwaffen von britischen, französischen, niederländischen und deutschen Händlern. Versuche des Shogunats, den Waffenimport durch die kaisertreuen südlichen Domänen zu unterbinden, wurden durch Schmuggel umgangen. Das Shogunat konnte aber mehr Feuerwaffen importieren als seine Konkurrenten. Ab 1861 begann das Shogunat abseits der bisherigen Militärorganisation ein modernes Heer mit Infanterie, Kavallerie und Artillerie zu schaffen. Dieses umfasste 1867 rund 20.000 Soldaten in 48 Bataillonen. Die einzelnen Domänen selbst schufen auch modernisierte Verbände. Zu Kriegsbeginn umfassten die modernen Truppen von Choshu und Satsuma (Han) rund 11.000 Soldaten. Zu Kriegsende besaß das Shogunat rund 75.000 Waffen, die größte Fraktion der Kaisertreuen, die Domäne Choshu rund 20.000.

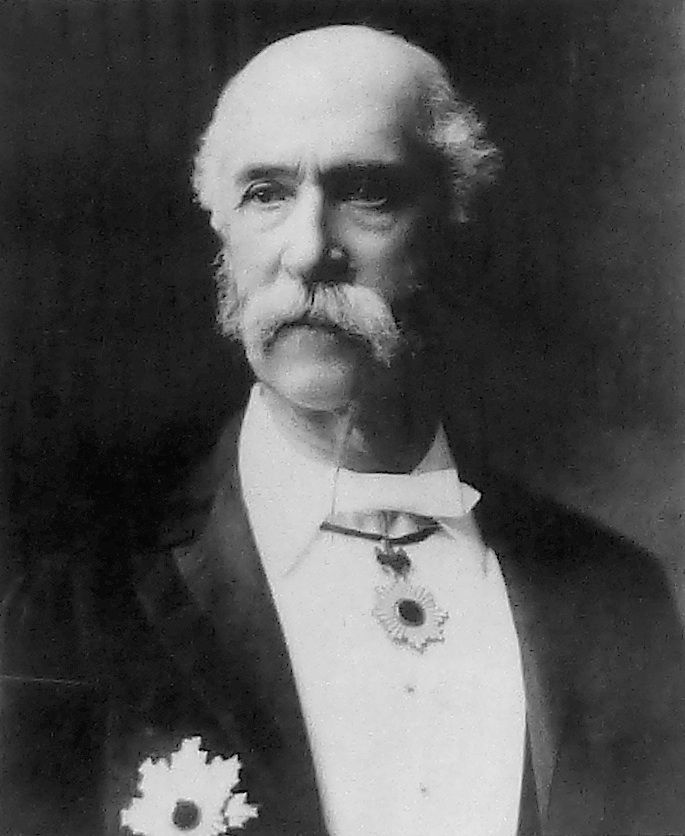
Thomas Glover, ein schottischer Händler in Nagasaki, lieferte Waffen an Satsuma und Chōshū und half mehreren Satsuma-Chōshū-Samurai (darunter 1863 Itō Hirobumi, Inoue Kaoru)[3], in England zu studieren.
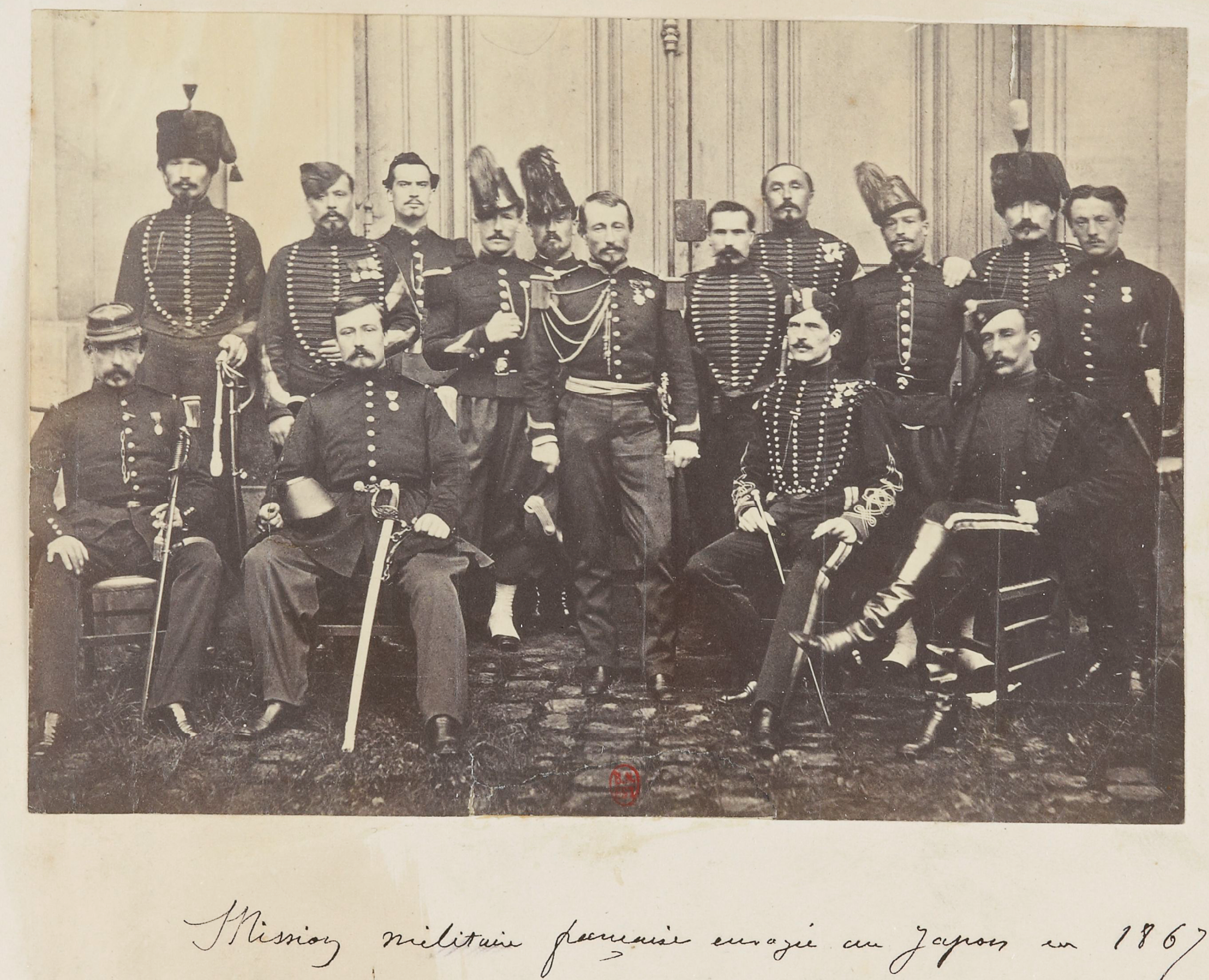
Die französische Militärgesandtschaft 1867 vor der Abreise nach Japan
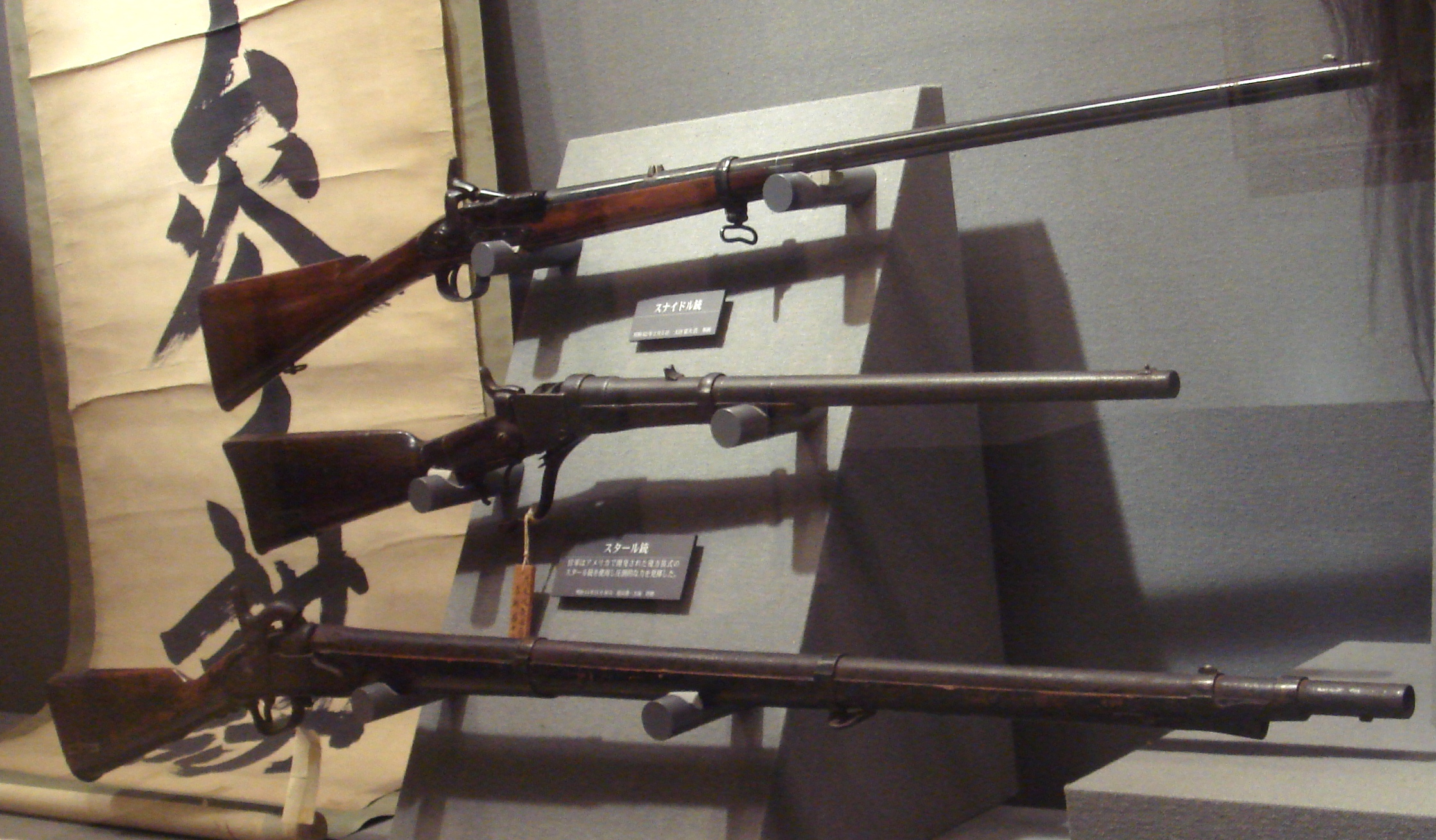
Waffen aus dem Boshin-Krieg (britische Snider, amerikanische Starr und eine Muskete unbekannter Herkunft)
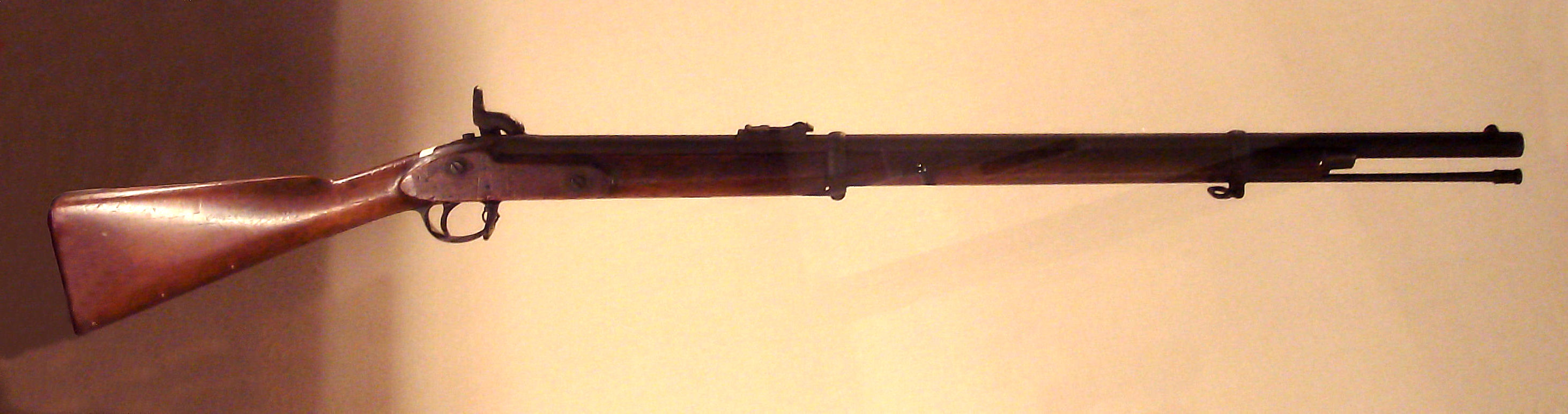
Japanisches Minié-Gewehr
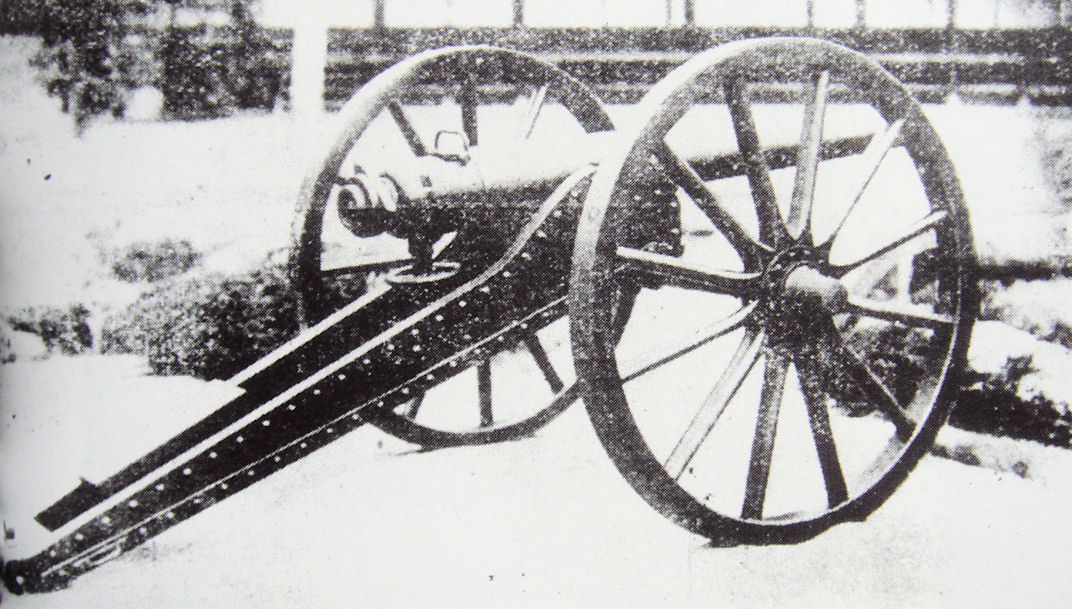
Armstrong-Kanone der Armee von Saga aus der Schlacht von Ueno

## Kriegsverlauf
Die Ereignisse spitzten sich am 3. Januar 1868 zu, als die Reformer-Allianz im Namen des Kaisers das Shogunat für vollständig abgeschafft erklärte. Drei Wochen später setzte Tokugawa Yoshinobu nach Ankündigung der Niederschlagung der Satsuma (討薩の表, tōsatsu no hyō) seine Truppen in Richtung Kyōto, den Sitz des Tennōs, in Bewegung. Trotz einer Überlegenheit von drei zu eins und Ausbildung durch französische Militärberater führte die erste größere Schlacht von Toba-Fushimi zu einer vollständigen Niederlage der 15.000 Mann starken, aber mit weniger modernen Waffen ausgerüsteten und schlecht geführten Truppe des Shōguns. Dies zwang Yoshinobu zur Flucht mit dem Schiff nach Edo.
Saigō Takamori führte nun die siegreichen kaiserlichen Truppen, ohne auf nennenswerten Widerstand zu treffen, zunächst nach Edo, das Anfang April erreicht wurde. Nach Verhandlungen am 5. und 6. April, die auf der Tokugawa-Seite von Katsu Kaishū mit Saigō geführt wurden, wurde am 3. Mai Edo kampflos übergeben. Katsu erreichte dabei, dass die Tokugawa-Familie in ihrer Existenz, auch für die Zukunft, bestätigt wurde. Eine Truppe aus Shōgun-Anhängern, die sich „Shōgitai“ (彰義隊) nannte, versuchte den Kan’ei-Tempel auf dem Ueno-Hügel (das Ausweichquartier des Shōguns) zu sichern, wurde aber am 4. Juli von der neuen Armee unter Leitung von Ōmura Masujirō vollständig besiegt. Durch den Artilleriebeschuss ging dabei die große alte Tempelanlage verloren.
Der Krieg war damit noch nicht beendet, denn in Nordjapan leisteten eine Reihe von verbündeten Tokugawa-treuen Daimyō monatelang Widerstand, vor allem der von Matsudaira Katamori geführte Aizu-Wakamatsu-Han. Schließlich kapitulierte auch er am 6. November. Dabei kam es in und um Wakamatsu verbreitet zum Seppuku, am bekanntesten ist der gemeinsame von 19 jungen Kriegern des „Weißer-Tiger-Korps“ (白虎隊, Byakkotai), die sich auf einem Vorposten verloren glaubten.
Bereits vorher war der in den Niederlanden ausgebildete Marineoffizier Enomoto Takeaki mit der Kaiyōmaru und sieben weiteren Schiffen des Bakufu und einigen französischen Beratern (besonders Jules Brunet) nach Hokkaidō geflohen und errichtete dort die Republik Ezo. Die Flotte der neuen Regierung erreichte 1869 Hokkaidō und konnte die Enomoto-Flotte, die bereits Ende 1868 ihr stärkstes Schiff, die Kaiyōmaru, infolge eines Sturmes verloren hatte, in der Seeschlacht von Hakodate (4.–10. Juni) vernichten. Daraufhin konnte auch die 1864 nach europäischem Vorbild angelegte sternförmige Festung Goryōkaku ungehindert beschossen werden. Enomoto kapitulierte am 27. Juni 1869. Damit war der Boshin-Krieg beendet.
Im Rahmen der Kriegführung wurden feindliche Verwundete und Gefangene regelhaft hingerichtet. Auch die feudale Praxis der Enthauptung von gefangenen Gegner mit Zurschaustellung der menschlichen Überreste lebte fort. Die Armeen beider Seiten bedienten sich Plünderungen, Zwangsrekrutierungen und der Brandstiftung ziviler Siedlungen zur Unterstützung ihrer Kriegsführung.

## Folgen
Der Boshin-Krieg ging als erster mit modernen Waffen geführter Krieg in Japan mit einer militärischen Revolution einher. Die Unterlegenheit der alten Feudalherren wurde mit dem Krieg besiegelt und damit das ganze bisherige Herrschaftssystem. Die siegreiche Meiji-Regierung schaffte das Feudalsystem 1871 schließlich ab.

## Nachbemerkung
Enomoto nahm später Aufgaben für die neue Regierung wahr. U. a. wurde er Botschafter in Russland und bekleidete auch Posten in der Regierung. Auch Katsu arbeitete in hohen Positionen für die neue Regierung.
Eine Rolle bei der Beschaffung europäischer Feuerwaffen für das Shogunat spielten auch die beiden deutschen Brüder Henry und Eduard Schnell, von denen letzterer auch einen japanischen Namen annahm.